# Alessandro Fantini (1932-1961)
Pour les articles homonymes, voir Alessandro Fantini et Fantini.
Alessandro Fantini (né le 1er janvier 1932 à Fossacesia, dans la province de Chieti, dans la région des Abruzzes et mort le 5 mai 1961 à Trèves en Allemagne) est un coureur cycliste italien.

## Biographie
Professionnel de 1955 à 1961, Alessandro Fantini a notamment remporté deux étapes du Tour de France (en 1955 et 1956) et sept étapes du Tour d'Italie. Sur le Giro 1956, il réalise ses meilleures performances avec deux victoires d'étapes, dix jours passés sous le maillot rose et une sixième place au classement général. Il se distingue également dans la mythique étape du Monte Bondone, disputée sous des conditions météorologiques dantesques, en terminant deuxième derrière Charly Gaul. 
Il meurt le 5 mai 1961 durant le Tour d'Allemagne. À l'issue du sprint final de la 6e étape à Trèves, il chute et se fracture le crâne. Transporté à l'hôpital, les médecins y constatent qu'il a été victime d'une hémorragie cérébrale alors qu'il était en selle. Ils ne peuvent cependant pas intervenir en raison de la quantité importante d'amphétamines dans son corps, et constatent son décès deux jours plus tard.

## Palmarès

### Palmarès amateur
- 1954
  - Coppa Pietro Linari
  - 1re, 2e, 3e et 4e étapes du Giro delle Puglie e Lucania
  - 2e du Giro delle Puglie e Lucania

### Palmarès professionnel
| - 1955 - 4e et 17e étapes du Tour d'Italie - 12e étape du Tour de France - 3e de la Coppa Città di Busto Arsizio - 1956 - 2e et 3e étapes du Tour d'Italie - 7e étape du Tour de France - 6e du Tour d'Italie - 1957 - 8ea étape de Rome-Naples-Rome - 5e et 17ea étapes du Tour d'Italie - 3e du Grand Prix de l'industrie et du commerce de Prato | - 1958 - 2e du Tour du Piémont - 1959 - 16e étape du Tour d'Italie - 2e du Tour d'Émilie - 1960 - 1re et 5e étapes du Tour d'Allemagne - Milan-Vignola - 1961 - 4e étape du Tour d'Allemagne - 3e de Milan-Turin |  |

## Résultats sur les grands tours

### Tour de France
2 participations
- 1955 : 25e, vainqueur de la 7e étape
- 1956 : 48e, vainqueur de la 7e étape

### Tour d'Italie
6 participations
- 1955 : 15e, vainqueur des 4e et 17e étapes
- 1956 : 6e, vainqueur des 2e et 3e étapes,  maillot rose pendant 9 jours
- 1957 : 21e, vainqueur des 5e et 17ea étapes
- 1958 : 47e, vainqueur du classement des sprints intermédiaires
- 1959 : 19e, vainqueur de la 16e étape
- 1960 : 58e

### Tour d'Espagne
1 participation
- 1959 : abandon (10e étape)